# Башни-близнецы (Рамат-Ган)
Башни-близнецы (ивр. מגדלי התאומים‎) в Рамат-Гане (Израиль) — два одинаковых административных здания, расположенных в районе алмазной биржи на улице Жаботинского, 33 и 35. Здания имеют по 14 этажей, высота каждого здания — 53,6 м. Строительство велось в 1991—1994 годах.
До построения «Близнецов» на этом месте располагалась конфетная фабрика «Асис». В 1989 году группа частных инвесторов выкупила участок за 6 миллионов долларов. Приобретение было сделано через компании Мигдалей Ха-Теомим Лтд. и Мигдалей Асаким (Ахзакот) Лтд. Оба здания общей площадью 26 000 метров были спроектированы архитектурным бюро «Яски-Мор-Сиван». Здания облицованы светоотражающими стёклами в стиле постмодернизма.
Под обоими зданиями расположена общая на оба дома автостоянка с въездом через первое здание. Каждое из зданий содержит два входа: один из вестибюля (этаж E1) и один с улицы Жаботинского (этаж E2). Между зданиями есть пространство с фонтаном, дизайн которого оформил художник Ицхак Шмуэли.